# Schweicher Morgenstern
Die Grube Schweicher Morgenstern war eine Eisenerzabbaustätte bei Schweich und Mehring (Mosel) im heutigen Landkreis Trier-Saarburg in Rheinland-Pfalz. Sie gehörte zur Quinter Hütte im Bergbaurevier Trier-St. Wendel und bestand von 1857 bis 1891.
Bei dem geförderten Erz mit einem Eisengehalt von circa 50 % handelte es sich um Roteisenstein aus dem Unterdevon.
Die Förderung betrug 1868: 6.252 Tonnen (t) und 1869: 3.530 t.
Im Jahre 1873 betrug die Ausbeute der Grube Morgenstern 173.564 Zentner (8.678 t) und 1880 nur noch 40.036 Zentner (2.002 t).
Auf der Gemarkung von Mehring lagen Tagebaue und alte Abbaue, das Hauptabbaugebiet und der Abbau West.
Dorthin führten auf verschiedenen Ebenen der Oberstollen (Länge etwa 300 m), der Heinrich-Adolf-Stollen (Länge etwa 500 m) sowie der sog. Tiefer Stollen (Länge etwa 600 m). Die beiden letztgenannten hatten ihren Beginn auf der Gemarkung von Schweich. Die Gesamtabbauhöhe betrug etwa 100 m.
Der im Jahre 1994 errichtete Brunnen Morgenstern im Obersässer Tal südlich des Stollensystems erinnert an die ehemalige Erzgrube.
Noch weiter südwestlich lag ein 44,6 m langer Versuchsstollen aus dem Jahre 1876, der später verbreitert und als sog. Bierkeller genutzt wurde. Bei einer konstanten Temperatur von etwa 10° Celsius konnten dort Getränke gelagert werden.